# Vezia
Vezia je obec ve švýcarském kantonu Ticino, okresu Lugano. Žije zde přibližně 1 900 obyvatel.

## Geografie
Obec leží v nadmořské výšce 370 metrů na levém břehu řeky Vedeggio v těsné blízkosti největšího města kantonu, Lugana.
Sousedními obcemi jsou Cadempino a Cureglia na severu, Porza na východě, Lugano a Savosa na jihu a Manno a Bioggio na západě.

## Historie

Letecký pohled (1964)

Vesnice je poprvé zmiňována v roce 1473 pod dřívějším názvem Vescia, v roce 1496 pak Vezo. V roce 1297 je doložen majetek patřící katedrální kapitule v Comu a v roce 1392 špitálu Santa Maria v Luganu. Pravděpodobně na počátku 17. století získala Vezia výsadní postavení samostatné obce (terra separata) luganského panství, pravděpodobně díky rodině Morosini, která zde vlastnila rozsáhlé pozemky. Z církevního hlediska patřila Vezia nejprve k Luganu, od roku 1571 ke Comanu a v roce 1653 se stala samostatnou farností.

## Obyvatelstvo
| Rok            | 1670 | 1850 | 1900 | 1950 | 1970 | 2000 | 2010 | 2020 |
| Počet obyvatel | 180  | 302  | 407  | 407  | 1404 | 1575 | 1889 | 1869 |

## Hospodářství
Hospodářskému životu Vezie dlouho dominovalo zemědělství a chov dobytka s regionálně významným trhem. Ve druhé polovině 20. století došlo v jižní části obce ke vzniku různých průmyslových a obchodních podniků a k rychlému růstu počtu obyvatel.

## Doprava
Obec je napojena na síť autobusových linek městské hromadné dopravy v Luganu a obsluhují ji také linky postbusu.
Nejbližší železniční stanice se nachází v Lamone-Cadempino nebo v Luganu na Gotthardské dráze.

## Osobnosti
- Tadeusz Kościuszko (1746–1817), polský maršál, pobýval v obci